# Domènec Segimon Artells
Domènec Segimon Artells (Reus, el Baix Camp, 24 de maig de 1876 - Barcelona, 1959) va ser un advocat i polític català, cosí de Roser Segimon i Artells.

## Biografia
Fill de Pere Segimon Freixa, natural de Reus, i de Josefa Artells Àvila, natural d'Alforja. El 1906 es va casar a Barcelona amb Agustina Cisa i Artells i varen ser pares de Josefina Segimon i Cisa esposa de Marià Manent i Cisa. Estudià Dret a la Universitat de Barcelona, tot i que no exercí mai d'advocat. Milità des de molt jove a la Lliga Catalanista, encara que estava més a prop de la Unió Catalanista. Va ser regidor i tinent d'alcalde a Reus, i jutge municipal. Després, jutge de primera instància. Durant la dictadura de Primo de Rivera va presidir els comitès paritaris territorials de l'Organització Corporativa Nacional. Amb la República va ser, per oposició, inspector de treball i residí a Tarragona. Pel juliol del 1936, va anar a viure a Viladrau, amb la seva filla gran, on es va assabentar que li havien saquejat el pis de Reus. Després de la guerra, prèvia depuració, va tornar a exercir d'inspector de treball fins a la seva jubilació. Va morir a Barcelona el 1959.
De jove publicà freqüentment a La Veu del Camp i a la Revista del Centre de Lectura, entitat de la qual va ser president de l'any 1910 al 1912.
Va tenir amistat amb Eduard Toda i amb el cardenal Vidal i Barraquer. Joaquim Mir, també molt amic seu, anava sovint a pintar a les finques que tenia a l'Aleixar, heretades de la seva família, originària d'aquell poble.